# 高城バイパス
高城バイパス（たかじょうバイパス）は、宮崎県都城市高城町にある国道10号穂満坊交差点から都城市高木原交差点に至るバイパス道路である。
なお、旧道は宮崎県道47号高城三股線および都城市道になっている。

## 要目
- 起点 : 都城市高城町穂満坊交差点
- 終点 : 都城市高木原交差点
- 車線数
  - 都城市高城町穂満坊交差点 - 同町総合支所入口交差点 : 4車線
  - 都城市高城町総合支所入口交差点 - 都城市高木原交差点 : 暫定2車線

## 沿革
- 1970年6月 : 高城町穂満坊交差点と同町高城町桜木交差点間の供用を開始する。
- 1972年4月 : 高城町桜木交差点と都城市高木原交差点間の供用を開始し、全線の供用を開始する。
- 1981年3月 : 都城ICと接続する。
- 1994年2月 : バイパスと旧道の交差点改良工事が完了する。

## 交差点・橋
起点から順に記述。
- 高城町穂満坊交差点
- 高城町総合支所入口交差点
- (名称不明) 交差点（T字路）
- 土器田橋
- 高城町桜木交差点（ここで旧道と交差）
- 新桜木橋
- 都城IC
- 高木原交差点

## 予定
- 都城道路と接続する予定。